# Руднянська сільська рада (Червенський район)
Руднянська сільська рада (біл. Руднянскі сельсавет) — адміністративно-територіальна одиниця в складі Червенського району розташована в Мінській області Білорусі. Адміністративний центр — Рудня.
Руднянська сільська рада розташована в центральній частині Білорусі, і в центрі Мінської області орієнтовне розташування — супутникові знимки, на північ від Червеня.
До складу сільради входять 23 населених пунктів:
- Борсуки • Березівка • Великий Бір • Вишенка • Дубовий Лог • Замосточчя • Зорька • Івник • Червона Нива • Кутузовка • Нові Зеленки • Правда • Проходка • Рудня • Ситник • Слобідка • Уборки • Чернова.